# Сульзбергер, Джудит
Джудит Пейотто Сульзбергер (англ. Judith Peixotto Sulzberger; 1923—2011) — американский врач, филантропка и писательница.

## Биография
Родилась 27 декабря 1923 года в Нью-Йорке, США. Семья Сульзбергеров является владельцами газеты «Нью-Йорк Таймс», которую приобрел ее прадедушка Адольф Окс еще в далеком 1896 году. В 1977—2000 годах Джудит даже занимала должность директора этой газеты.
Получила медицинское образование и стала врачом. В 1990—х годах профинансировала Центр исследования генома при Врачебно-хирургическом колледже Колумбийского университета (ее Alma mater, который окончила в 1949 году). Центр занимался исследованием человеческой генетики — искал способы предотвращения болезней, улучшения здоровья и продления жизни.
В 2003 году Джудит написала научно-фантастический роман «Младшая» (Younger), в котором рассказывается о попытке двух учёных найти способ предотвращения старения. Более того, определенный успех помог им даже получить некоторое признание в научных кругах.
Трижды выходила замуж (Мэтью Розеншайн, Ричард Н. Коген и Бадд Левинсон). Имеет двух сыновей — Даниеля Когена и Джеймса Когена.
Умерла 21 февраля 2011 года от рака поджелудочной железы.